# Perforación intestinal
Una perforación intestinal es una ruptura a través de todas las capas del intestino delgado. Esta perforación puede ser una complicación donde se produce la liberación del contenido intestinal a la cavidad peritoneal produciendo peritonitis. El contenido intestinal también se puede liberar a órganos vecinos como el páncreas en el caso de la perforación de una úlcera en la cara posterior a nivel del duodeno produciendo una penetración al páncreas.

## Síntomas
Los síntomas incluyen dolor abdominal intenso y sensibilidad. Cuando el orificio está en la parte inicial del intestino delgado, la aparición del dolor suele ser repentina, mientras que con un orificio en el inicio del intestino grueso puede ser más gradual. El dolor suele ser constante, y puede ir acompañada de sepsis, aumento de la frecuencia cardíaca, aumento de la frecuencia respiratoria, fiebre y confusión.

## Causas
Existen varias causas que pueden llevar a una complicación como la perforación intestinal. Algunas de estas causas son:
- Lesión iatrogénica producida por una endoscopia gastrointestinal
- Lesión producida por una laparotomía
- Trauma por lesiones penetrantes y contusas al abdomen
- Presencia de cuerpos extraños
- Ingesta de sustancias corrosivas[3]
- Infecciones como el citomegalovirus, tuberculosis intestinal, fiebre tifoidea[4]
- Uso de antiinflamatorios no esteroideos[5]
- Isquemia intestinal
- Divertículo de Meckel
- Enfermedad de Crohn
- Neoplasia

## Tratamiento
La mayoría de los pacientes llegan por el servicio de emergencias al hospital. Lo primero que se le hace al paciente en el servicio es estabilizar al paciente. Se le indica una vía endovenosa, no administrar nada por vía oral, e antibióticos intravenosos en los pacientes que pueden presentar septicemia. Se pueden usar varios antibióticos diferentes, como piperacilina o la combinación de ciprofloxacina y metronidazol.
Con todo, el tratamiento primario es quirúrgico. Se realiza una laparotomía para llegar a la perforación y de ahí se reseca la porción afectada del intestino. Al final para terminar se hace una anastomosis o una ileostomía.